# Marcello Bonacchi
Marcello Bonacchi (Toritto, 11 ottobre 1919 – Cefalonia, 17 settembre 1943) è stato un militare italiano, decorato con la medaglia d'oro al valor militare alla memoria per i fatti di Cefalonia.

## Biografia
Nacque a Toritto, provincia di Bari, nel 1919, figlio di Antonio, di professione insegnante di disegno e pittore e di Nina Villone, un'insegnante.  Dopo aver completato gli studi presso il Liceo "Duini" di Matera, si iscrisse alla Facoltà di giurisprudenza dell'Università di Bari, lavorando nel contempo presso la filiale del Banco di Napoli di Matera Chiamato a prestare servizio militare, venne assegnato come sottotenente di complemento al 317º Reggimento fanteria della Divisione "Acqui", si trovava di stanza sull'isola di Cefalonia, e lì si trovava quando fu proclamato l'armistizio dell'8 settembre 1943. Partecipò ai successivi combattimenti contro le truppe tedesche  al ponte Kimonica di Varata, cadendo in combattimento a Kardakata  il 17 settembre 1943. Alla sua memoria nel giugno 1957 gli fu assegnata la Medaglia d'oro al valor militare. Dopo la fine della seconda guerra mondiale l'Università di Bari gli ha concesso la laurea in Legge "ad honorem". Il suo paese natale gli ha intitolato una via.